# Hapsifera trachypsamma
Hapsifera trachypsamma är en fjärilsart som beskrevs av Edward Meyrick 1907. Hapsifera trachypsamma ingår i släktet Hapsifera och familjen äkta malar. Inga underarter finns listade i Catalogue of Life.